# Lucius Cary
Pour les articles homonymes, voir Lucius Cary (homonymie) et Cary.
Lucius Cary (vers 1610 – 20 septembre 1643), 2e vicomte Falkland, est un gentilhomme de la Chambre du roi d'Angleterre, membre du Parlement, secrétaire d'État de Charles Ier d'Angleterre.
Après s'être d'abord prononcé en faveur de la rébellion, il épousa chaudement la cause royale et se dévoua à l'infortuné Charles Ier. Il fut tué en 1643 à la bataille de Newbury.

## Source
Cet article comprend des extraits du Dictionnaire Bouillet. Il est possible de supprimer cette indication, si le texte reflète le savoir actuel sur ce thème, si les sources sont citées, s'il satisfait aux exigences linguistiques actuelles et s'il ne contient pas de propos qui vont à l'encontre des règles de neutralité de Wikipédia.